# Bell Boeing V-22 Osprey
Bell Boeing V-22 Osprey je ameriški  hibridni zrakoplov, ki lahko vzleta in pristaja kot helikopter in leti kot propelersko letalo. Ko vzleti (navpično), se namreč naklon glavnih rotorjev (ang. TiltRotor) spremeni za 90 stopinj in postane letalo, ki lahko leti skoraj dvakrat večjo hitrostjo in precej bolj daleč kot običajni helikopterji.
V-22 ima svoje korenine v programu (ang. JVX Joint-service Vertical take-off/landing Experimental), Boeing in Bell sta dobila sredstva za razvoj tiltrotornega plovila. V-22 je prvič poletel že leta 1989, vendar je bil zaradi velikih tehničnih težav razvoj zelo dolg. V uporabo je vstopil šele leta 2007, in sicer pri Marincih in USAF. Uporabili so ga v ameriških konfliktih v Iraku, Afganistanu, Sudanu in Libiji. Trenutno uporabljajo V-22 samo Američani, predvsem zaradi visoke nabavne cene, delno pa tudi zaradi začetnih porodnih tehničnih težav.

## Načrtovanje
Neuspešna operacija Eagle Claw - reševanje talcev v Iranu leta 1980, je privedlo do zahteve po novem, zmogljivejšem plovilu za operacije take vrste.
V-22 lahko leti tudi pri odpovedi enega motorja, preostali motor poganja svoj rotor in preko povezovalne gredi še rotor na drugi strani. V-22 naj bi bil tehnično zmožen tudi avtorotacije, vendar je le-ta v praksi zelo težavna. V-22 ima namreč precej drugačne rotorje kot običajni helikopterji.

## Tehnične specifikacije
- Posadka: 4 (pilot, kopilot in dva inženirja
- Kapaciteta:
- 24-32 vojakov ali
- 20.000 lb (9.070 kg) tovora v trupu, oziroma 15.000 lb (6.800 kg) tovora zunaj (na kljuki)
- Dolžina: 57 ft 4 in (17,5 m)
- Premer rotorja: 38 ft 0 in (11,6 m)
- Razpon kril: 45 ft 10 in (14 m)
- Širina (vključno z rotorji): 84 ft 7 in (25,8 m)
- Višina: 22 ft 1 in/6,73 m
- Površina rotorja (Disc Area): 2.268 ft² (212 m²)
- Površina kril: 301,4 ft² (28 m²)
- Prazna teža: 33.140 lb (15.032 kg)
- Naložena teža: 47.500 lb (21.500 kg)
- Maks. vzletna teža: 60.500 lb (27.400 kg)
- Motorji: 2 × Rolls-Royce Allison T406/AE 1107C-Liberty turboosni 6.150 hp (4.590 kW) vsak

- Največja hitrost: 275 knots (509 km/h, 316 mph[222]) na nivoju morja / 305 kn (565 km/h; 351 mph) na višini 15.000 ft (4.600 m)
- Potovalna hitrost: 241 knots (277 mph, 446 km/h) na nivoju morja
- Hitrost izgube vzgona: 110 knots (126 mph) v načinu letalo
- Dolet: 879 nmi (1,011 mi, 1,627 km)
- Bojni radij: 390 nmi (426 mi, 722 km)
- Največji dolet (prazen): 1.940 nmi(2.230 mi, 3.590 km)
- Višina leta: 25.000 ft (7.620 m)
- Hitrost vzpenjanja: 2.320 – 4.000 ft/min (11,8 m/s)
- Jadralno število: 4.5:1
- Obremenitev rotorja: 20,9 lb/ft² at 47.500 lb GW (102,23 kg/m²)
- Razmerje moč/masa: 0,259 hp/lb (427 W/kg)